# Xã Dawson, Quận McLean, Illinois
Xã Dawson (tiếng Anh: Dawson Township) là một xã thuộc quận McLean, tiểu bang Illinois, Hoa Kỳ. Năm 2010, dân số của xã này là 590 người.